# Гранжан, Рене
Рене́ Гранжа́н (фр. René Grandjean; 1872 — не ранее 1906) — французский футболист, серебряный призёр летних Олимпийских игр 1900.
На Играх 1900 в Париже Гранжан входил в состав французской команды. Его сборная, проиграв Великобритании, но выиграв у Бельгии, заняла второе место и получила серебряные медали.